# ガブリエル・カバジェーロ
ガブリエル・カバジェーロ（Gabriel Esteban Caballero Schiker、1971年2月5日 - ）は、メキシコの元サッカー選手。元メキシコ代表。ポジションはミッドフィールダー。

## 来歴
2002年3月に親善試合でメキシコ代表デビュー。6月の2002 FIFAワールドカップのメンバーにも選ばれ、グループステージ全3試合に出場した。メキシコ代表で通算8試合に出場した。

## 代表歴

### 出場大会
- メキシコ代表
  - 2002 FIFAワールドカップ

### 試合数
- 国際Aマッチ 8試合 0得点（2002年）[1]

| メキシコ代表 | 国際Aマッチ | 国際Aマッチ |
| 年           | 出場        | 得点        |
| ------------ | ----------- | ----------- |
| 2002         | 8           | 0           |
| 通算         | 8           | 0           |